# 1913 en aéronautique
Chronologie de l'aéronautique
- 1909
- 1910
- 1911
- 1912
- 1913
- 1914
- 1915
- 1916
- 1917

Cet article présente les faits marquants de l'année 1913 en aéronautique.

## Évènements

### Janvier
- 14 janvier : premier survol réel des Pyrénées. C'est le pilote suisse Oskar Bider qui signe cette première en reliant Pau et Madrid. Le 28 septembre 1910, Maurice Tabuteau avait déjà franchit les Pyrénées en reliant Biarritz et San Sebastian, mais il s'était alors contenté de longer la côte et de passer, au retour, derrière la chaîne côtière[1]. Bider réalise au contraire un vol en altitude, franchissant des reliefs d'environ 1 500 mètres d'altitude.
- 25 janvier : Jean Bielovucic réalise la traversée des Alpes avec succès (Brigue, Suisse - Domodossola, Italie), avec un monoplan Hanriot à moteur Gnome de 80 chevaux[2].

### Février
- 6 février : durant la première guerre balkanique, un avion grec survole la flotte ottomane dans les Dardanelles et lâche quelques petites bombes qui manquent leur objectif. Cet événement peut être considéré comme la première attaque aéronavale de l'histoire[3].
- 27 février : l’aviateur de nationalité russe Slavorosov se lance dans un tour d'Italie, ayant pour but de susciter l'intérêt des Italiens pour l'aviation, la Gazzetta dello Sport étant à l'origine de cet événement[4].
- 28 février : le Français Verminck effectue le premier vol en avion au Cambodge en reliant Saigon et Pnom-Penh, soit 330 km avec escale à Tanchau.

### Mars
- Mars : la Chine se dote d'une armée de l'air et passe commande de 12 appareils à la France.

- 11 mars : le Français Perreyon bat le record d'altitude en avion : 5 880 mètres, sur un « Blériot ».

### Avril
- 8 avril : en tournée en Asie avec Marc Pourpe, le pilote français Verminck se tue au cours d'une démonstration à Saïgon.

- 16 avril : Maurice Prévost remporte sur un Deperdussin la première édition de la Coupe d'aviation maritime Jacques Schneider, compétition française mise en place afin de soutenir la recherche sur la vitesse des aéroplanes. Il s'agit de courses dont on additionne les temps.

### Mai
- 13 mai :
  - premier vol d'un quadrimoteur géant construit par le russe Igor Sikorsky : le Ilia Mouromets (Le Grand) ;
  - le Suisse Oskar Bider survole les Alpes entre Berne et Sion.

### Juin
- 10 juin au  1er juillet : tour d'Europe du Français Brindejonc des Moulinais qui passe notamment par Berlin, Varsovie, Dvinsk, Saint-Pétersbourg, Reval, Stockholm, Copenhague, Hambourg, La Haye et Paris.

- 25 juin : l'aviateur français Marcel Brindejonc des Moulinais établit le nouveau record du monde de la traversée au-dessus de la mer, en volant de Reval (Estonie) jusqu’à Stockholm (Suède), soit environ 400 kilomètres, avec un monoplan Morane-Saulnier de 80 chevaux[5].

- 29 juin : destruction du prototype Avro E dans un accident qui coute la vie à son pilote.

### Juillet
- 2 juillet : Marcel Brindejonc des Moulinais est accueilli triomphalement à Paris après avoir parcouru 4 820 km en Europe.

### Août
- 7 août : décès de Samuel Cody.

- 19 août : le Français Adolphe Pégoud saute en parachute d'un avion dont il était le seul occupant.

- 20 août : le Russe Nesterov exécute sur un « Nieuport » le premier looping.

- 24 août : course Paris-Deauville.

### Septembre
- 1er septembre : le Français Adolphe Pégoud effectue le premier vol « tête en bas » sur un Blériot.

- 9 septembre : Maurice Prévost porte le record du monde de vitesse en aéroplane à 204 km/h.

- 21 septembre : le Français Adolphe Pégoud effectue le premier looping en France.

- 23 septembre : à bord d'un monoplan Morane-Saulnier, le Français Roland Garros effectue la première traversée de la Méditerranée entre Saint-Raphaël et Bizerte (Tunisie) en 7 heures et 53 minutes pour couvrir un parcours de 729 km.

- 27 septembre : 
  - le Français Adolphe Pégoud effectue le premier double-looping;
  - le Français Prévost bat le record de vitesse pure en avion : 191,897 km/h sur un Deperdussin Monocoque à moteur Gnome de 160 chevaux de puissance, à hélice Chauvière et à bougies Oléo, dans le cadre des éliminatoires françaises pour la Coupe Gordon-Bennett[6].

- 28 septembre : le Français Adolphe Pégoud effectue le premier triple-looping.

- 29 septembre : le Français Maurice Prévost remporte la « Coupe Gordon Bennett » à Reims sur un appareil monoplan Deperdussin en bouclant les 200 km du parcours en 59 minutes et 45 secondes. Prevost bat ainsi le record de vitesse moyenne (200,836 km/h) et de vitesse pure (203,850 km/h). Il succède ainsi à Jules Védrines, dernier gagnant de la Coupe Gordon-Bennett[7].

### Octobre
- 14 octobre : l'Alsacien Victor Stoeffler devient le recordman du monde de distance en parcourant 2 165 km en 24 heures, en volant de minuit à minuit sur un Aviatik biplan à moteur Mercedes, effectuant conjointement le premier vol libre de nuit.

### Novembre
- 9 novembre : Pierre Chanteloup réalise le 1er looping aux commandes d'un appareil de type biplan Caudron ; le 21 novembre, il fera une nouvelle démonstration de ses acrobaties mais cette fois devant la presse invitée par les frères Caudron[8].
- 20 novembre  au  29 décembre : première liaison aérienne France-Égypte (avec escales) par Jules Védrines à bord de son monoplan Blériot. Il part de Nancy le 20 novembre et arrive au Caire le 29 décembre.

### Décembre
- 13 - 14 décembre : l'Allemand Hugo Kaulen améliore le record du vol le plus long en ballon : 87 heures.

- 14 décembre : le Français Adolphe Pégoud effectue 14 loopings enchaînés.

- 28 décembre : Georges Legagneux améliore le record d'altitude en avion à bord d'un Nieuport : 6 120 mètres, au-dessus de Saint-Raphaël.

## Images

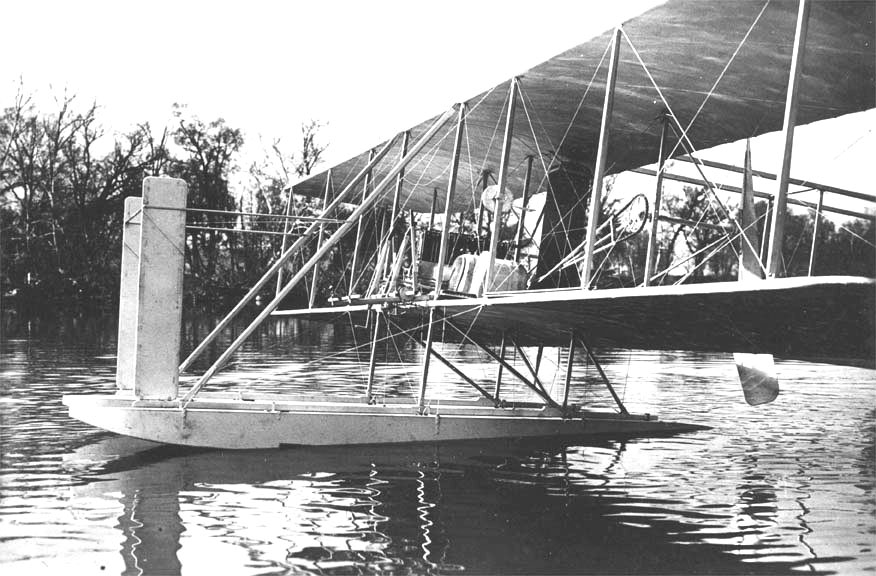
Wright Model CH, Miami River, près de Dayton, Ohio en mai
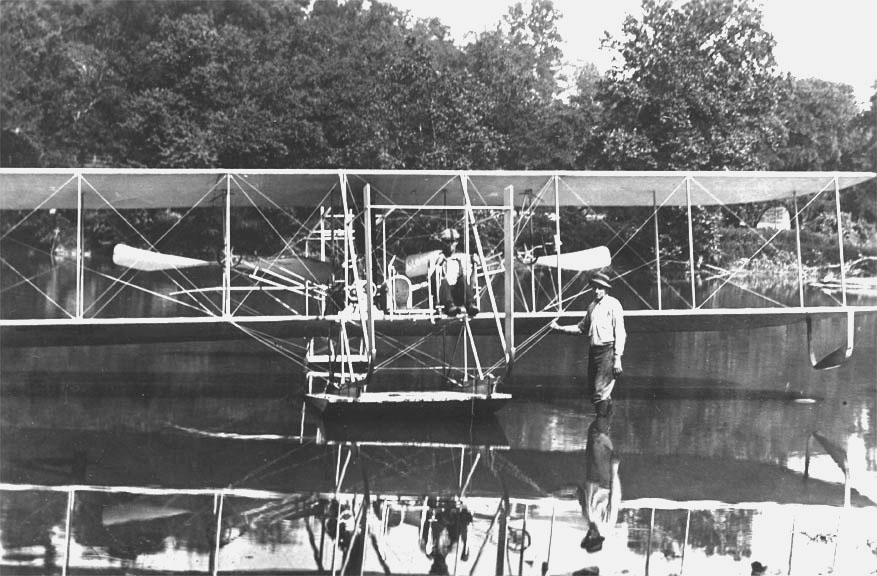
Wright Model CH à simple ponton
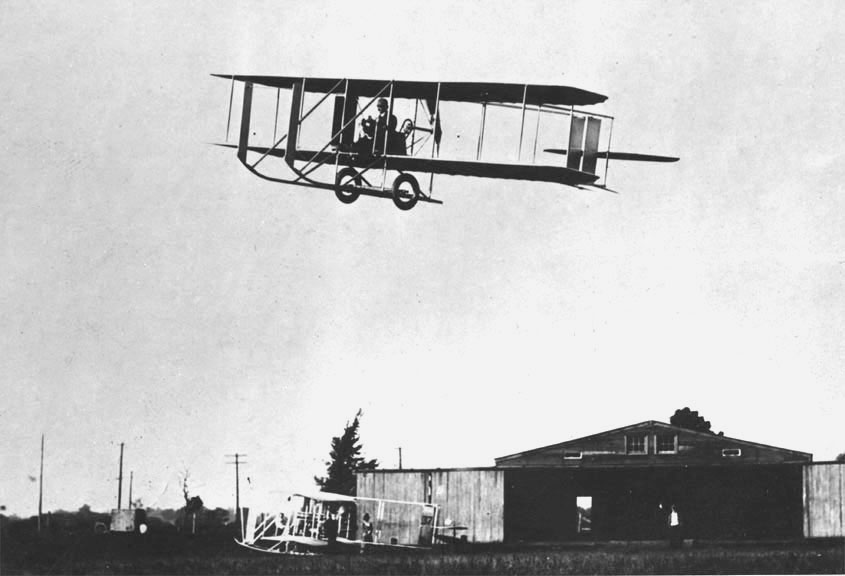
Wright Model E
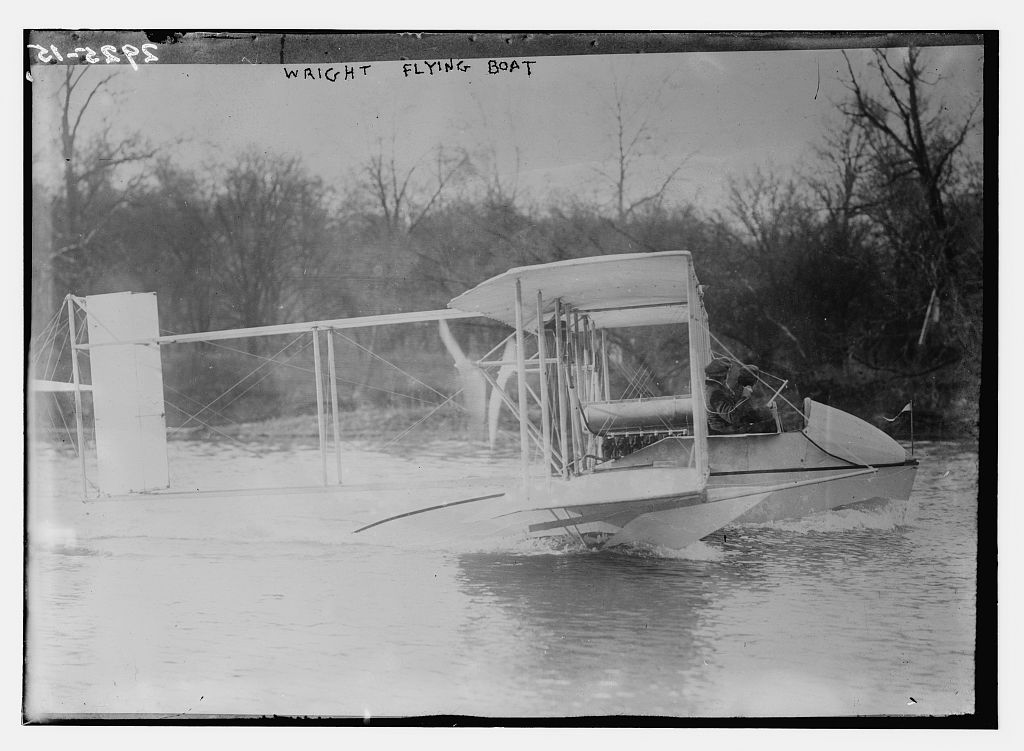
Wright Model G
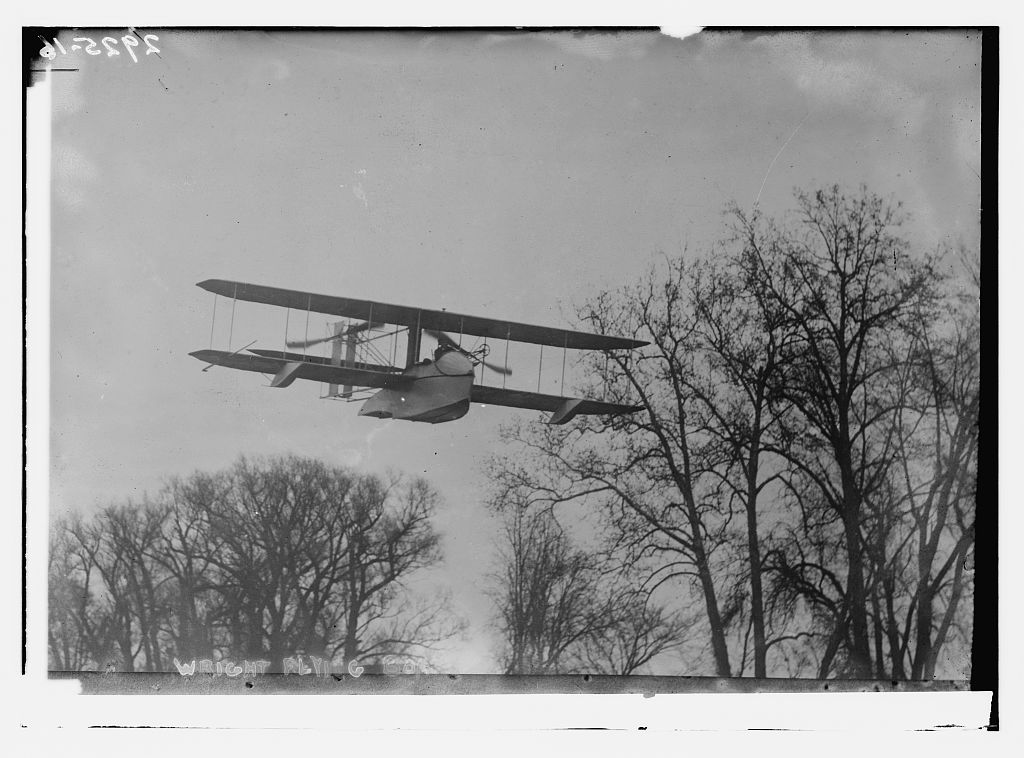
Wright Model G
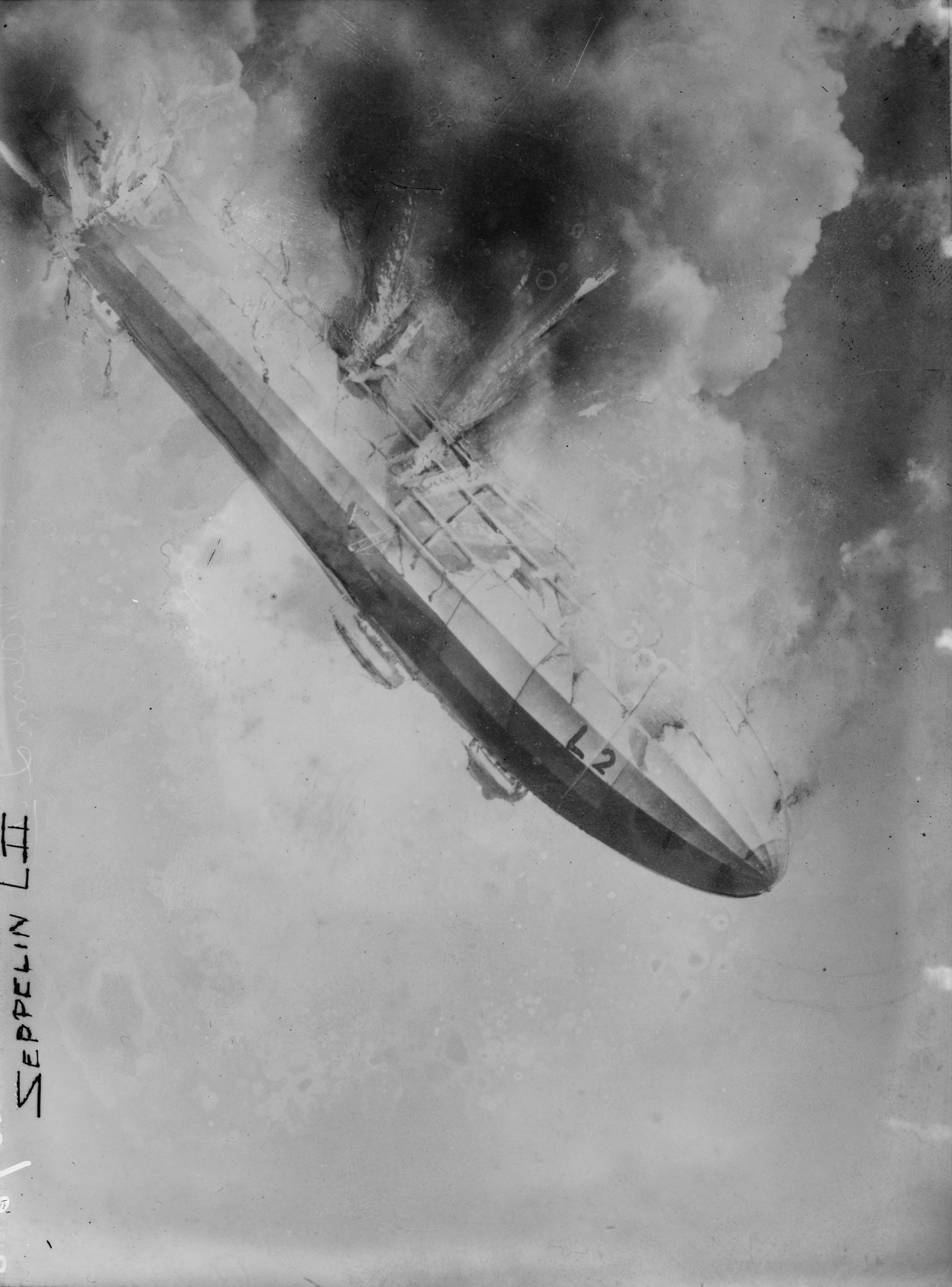
Crash du Zeppelin LZ18 le 17 octobre
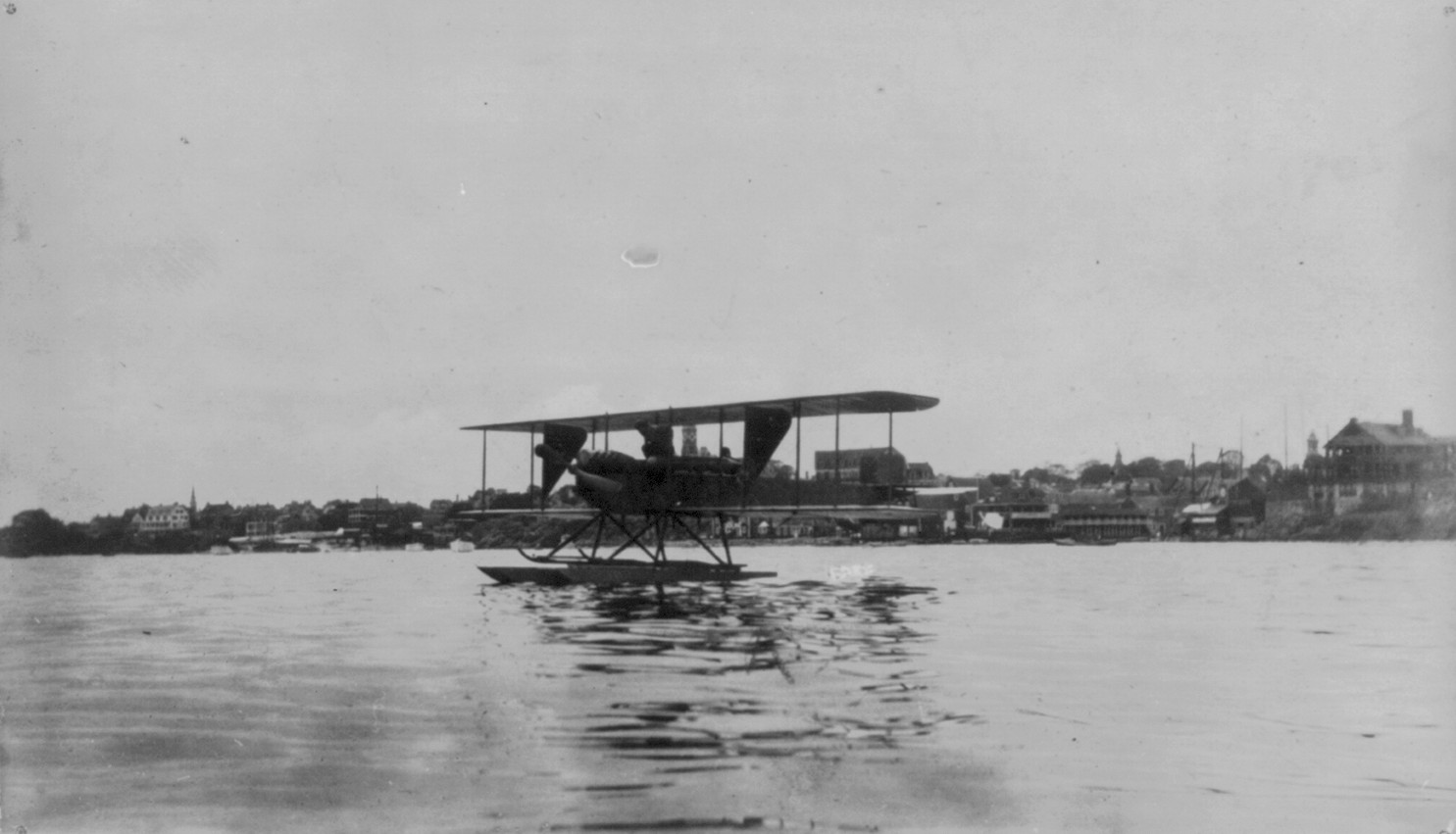
Burgess Model H